# Wim Beltman
Willem (Wim) Beltman (Deventer, 17 augustus 1916 – 31 maart 1998) was een Nederlands voetbalscheidsrechter en voetbalbestuurder.

## Loopbaan
Beltman was in de jaren dertig als voetballer actief bij Go Ahead en vanaf 1937 bij Vitesse. Hij was als beroepsmilitair gelegerd in de Menno van Coehoornkazerne in Arnhem en vocht in de Tweede Wereldoorlog in de slag om de Grebbeberg. Hij bleef na de oorlog werkzaam in het leger en zou uiteindelijk opklimmen tot de rang van kapitein.
Na een driejarig verblijf keerde hij in 1949 als militair terug uit Nederlands-Indië en werd scheidsrechter.
Hij floot al snel op het hoogste Nederlandse niveau (destijds de Eerste klasse) en vanaf 1956 in de Eredivisie waarin hij in 129 duels de fluit hanteerde. In 1961 stopte hij met zijn scheidsrechtersloopbaan en werd hij manager voetbalzaken bij Go Ahead in Deventer. Hij beëindigde in 1964 zijn loopbaan bij de Koninklijke Landmacht en kreeg hierbij eervol ontslag. Discipline was, mede gezien zijn militaire achtergrond, zijn voornaamste handelsmerk en hij verkreeg de bijnaam "De IJzervreter". Beltman hield bij Go Ahead in korte tijd een grote schoonmaak, door vrijwel de gehele staf en spelersgroep te vervangen. Hij stelde teamarts Rein Strikwerda aan en was de oprichter van het jeugdinternaat van Go Ahead. In 1962 contracteerde Beltman de latere bondscoach František Fadrhonc en brak er een periode van sportieve successen aan. In 1963 promoveerde Go Ahead naar de Eredivisie en vanaf seizoen 1965/66 eindigde de ploeg vier achtereenvolgende jaren bij de eerste vijf.
Inmiddels was Beltman al niet meer werkzaam bij Go Ahead. In februari 1965 werd hij ontslagen.
Er speelde op dat moment een rechtszaak die hij had aangespannen tegen Sportclub Enschede waarin hij een schadevergoeding eiste van 110.000 gulden.
Aanleiding was de ernstige blessure die Enschede-doelman Piet Lagarde opliep tegen Go Ahead op 27 september 1964. Het bestuur van Enschede diende bij de KNVB een aanklacht in tegen Beltman vanwege het opjutten van zijn spelers.
De KNVB stelde een onderzoek in. De onderzoekscommissie oordeelde dat de beschuldiging ongegrond was en Beltman werd vrijgepleit.
Beltman was later werkzaam bij SC Gooiland, Vitesse, FC Groningen en de amateurclub Koninklijke UD. In 1989 keerde de op dat moment 73-jarige Beltman als manager en jeugdbegeleider kortstondig terug bij Go Ahead Eagles. Hij zou samen gaan werken met trainer Fritz Korbach. Na een geruchtmakend interview in Voetbal International, waarin hij het jeugdinternaat van de club als "hoerenkast" bestempelde en aangaf de volledige eindverantwoordelijkheid over de trainingsstaf te willen hebben, kon hij enkele weken later weer vertrekken.
Willem Beltman overleed in 1998 op 81-jarige leeftijd na een langdurige ziekte en verblijf in een verpleeghuis.

## Interland
| Datum            | Plaats         | Wedstrijd          | Uitslag | Competitie        | Kreeg geel | Kreeg voor de tweede keer geel en dus rood | Weggestuurd |
| ---------------- | -------------- | ------------------ | ------- | ----------------- | ---------- | ------------------------------------------ | ----------- |
| 11 november 1958 | Jambes, België | België – Luxemburg | 3 – 2   | Vriendschappelijk | 0          | 0                                          | 0           |

Bijgewerkt t/m 22 juli 2013